# 普里耶尔
普里耶尔（法語：Pourrières，法語發音：[puʁjɛʁ]）是法国普罗旺斯-阿尔卑斯-蓝色海岸大区瓦尔省的一个市镇，属于布里尼奥勒区。

## 地理
普里耶尔（43°30'14"N, 5°44'2"E）面积56.32 平方千米，位于法国普罗旺斯-阿尔卑斯-蓝色海岸大区瓦尔省，该省份为法国东南部沿海省份，北起上普罗旺斯阿尔卑斯省，西北角与沃克吕兹省接壤，西接罗讷河口省，南濒地中海，东临滨海阿尔卑斯省。
与普里耶尔接壤的市镇（或旧市镇、城区）包括：皮卢比耶、特雷茨、阿尔蒂格、奥利耶尔、普尔雪、里扬斯。

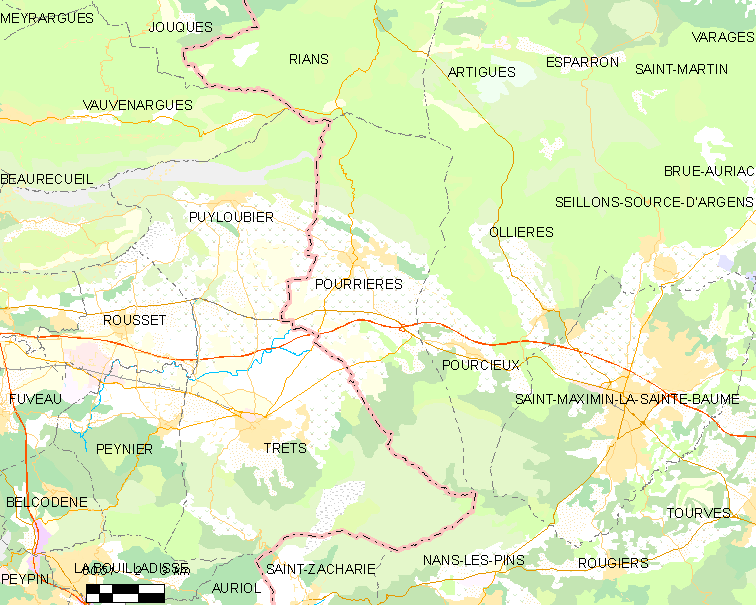
普里耶尔的OSM定位图

普里耶尔的时区为UTC+01:00、UTC+02:00（夏令时）。

## 行政
普里耶尔的邮政编码为83910，INSEE市镇编码为83097。

## 政治
普里耶尔所属的省级选区为圣马克西曼-拉圣博姆县。

## 人口

1962-2008年间普里耶尔人口变化图示

普里耶尔于2022年1月1日时的人口数量为5620人。